# بطلمیوس پنجم
بطلمیوس پنجم (حاکم در ۱۸۱ تا ۲۰۴ پیش از میلاد) معروف به اپیفانِس (به معنی تجلی خدا) پادشاه مصر باستان و از اعضای دودمان سلطنتی مقدونی‌نژاد بطالسه یا بطلمیوسیان بود. او فرزند بطلمیوس چهارم معروف به فیلوپاتور (به معنی دوستدار پدر) و آرسینوی سوم ملکهٔ مصر بوده است.
در دودمان بطلمیوسیان او پنجمین پادشاه بوده که در پنج سالگی به سلطنت رسیده است. به همین سبب در زمان او چندین نایب‌السلطنه حکومت کردند که منجر به فلج‌شدن حکومت او شد.
لوح معروف سنگ روزتا یا سنگ رشید در دوران بزرگسالی و فرمانروایی او ساخته شده است. حداقل وی با خواست خود خواهرش کلئوپاترا اول که همسرش هم بود را به صورت رسمی به عنوان ملکه مصر و فرمانروایی مشترک با خود برگزید و وی را اولین فرعون زن مصر در خاندان بطلمیوس کرد.